# Городище «Золотий Мис»

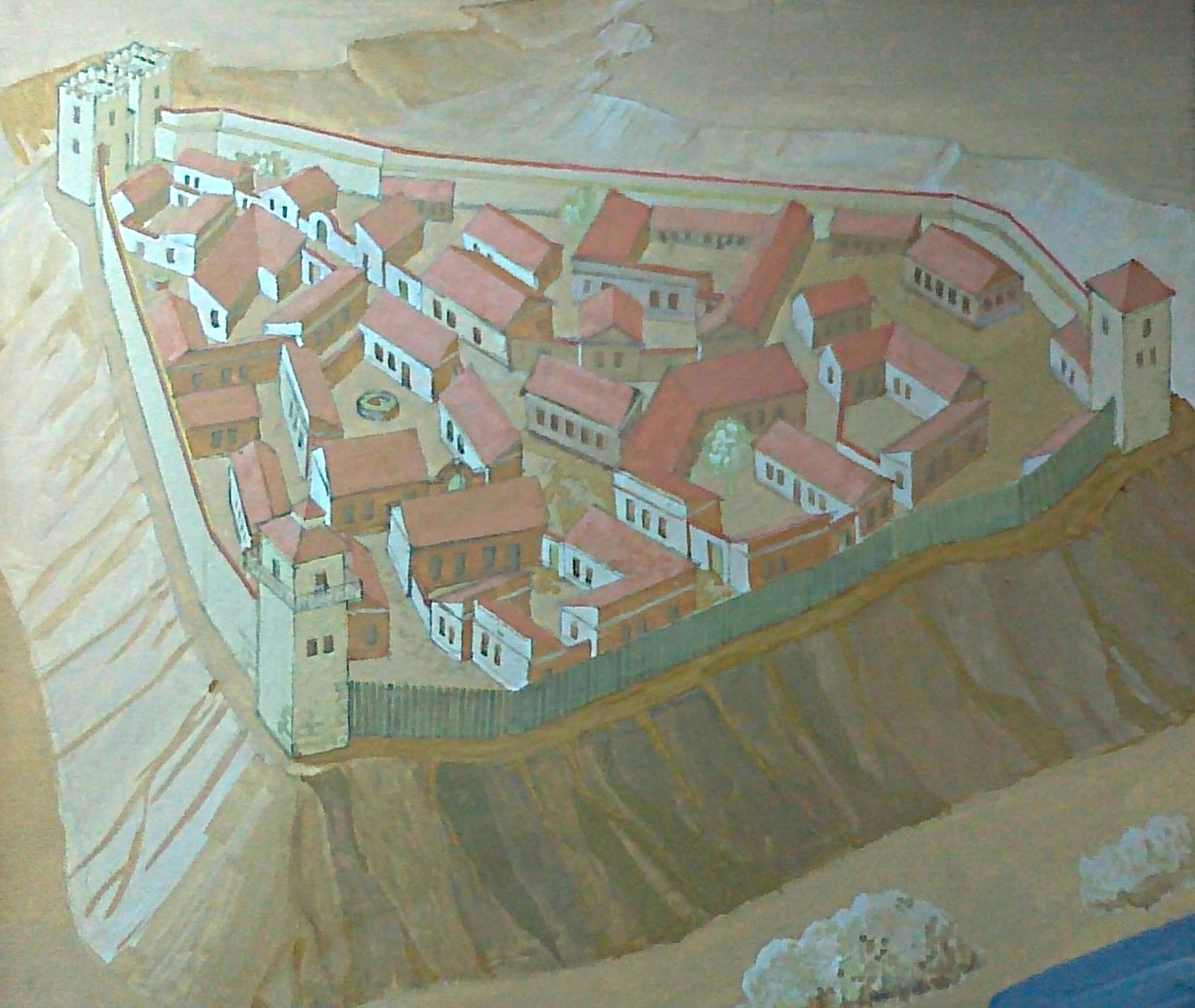
Реконструкція античного городища Золотий Мис

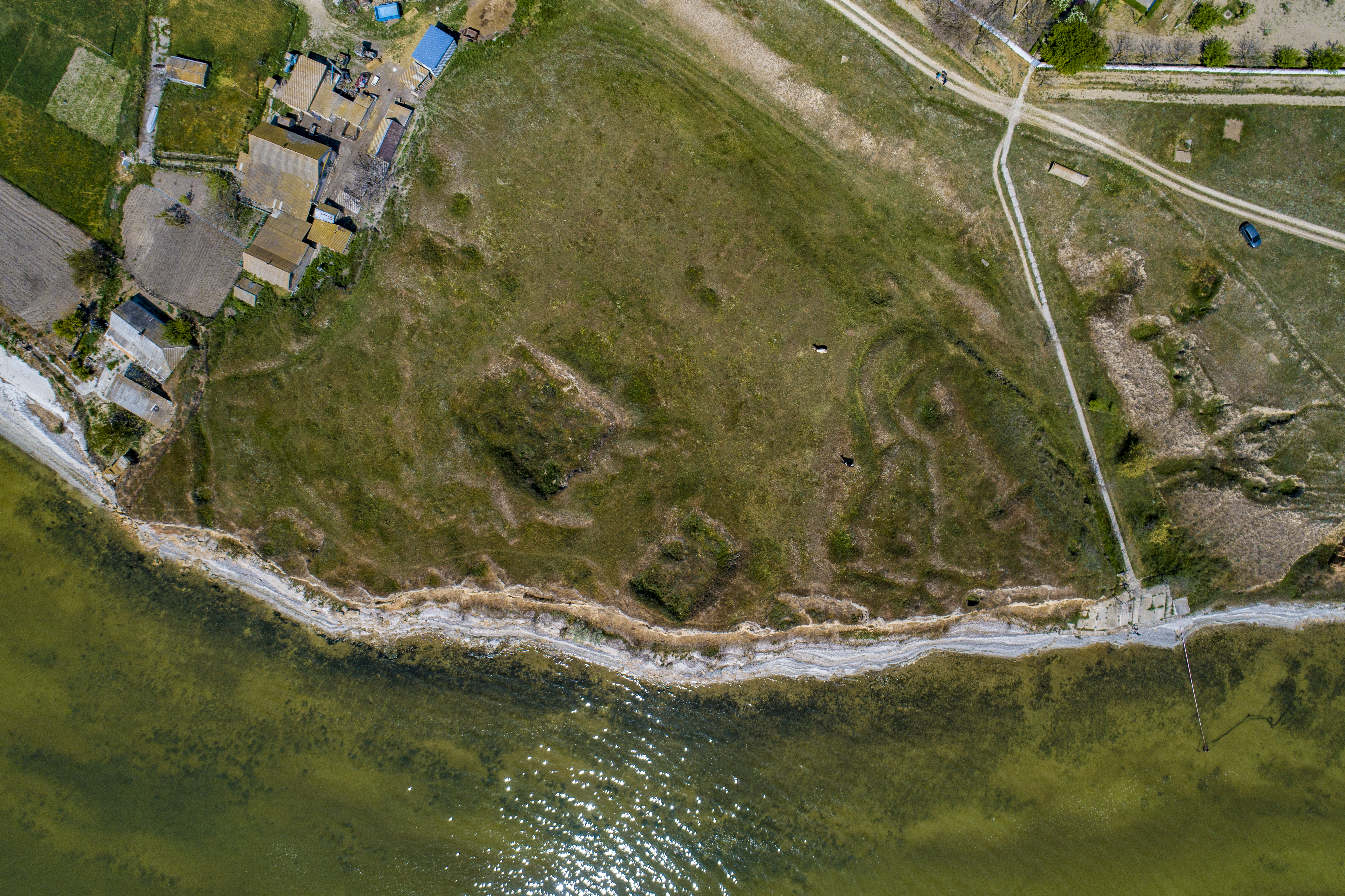
Городище золотий Мис з висоти

Городище «Золотий Мис» (також відоме як «Золотий Ріг») — залишки поселення давньогрецького та римського часу, що входило до складу Ольвійської держави. Розташоване на правому березі річки Дніпро, на околиці села Широка Балка Білозерського району Херсонської області. Пам'ятка археології національного значення.

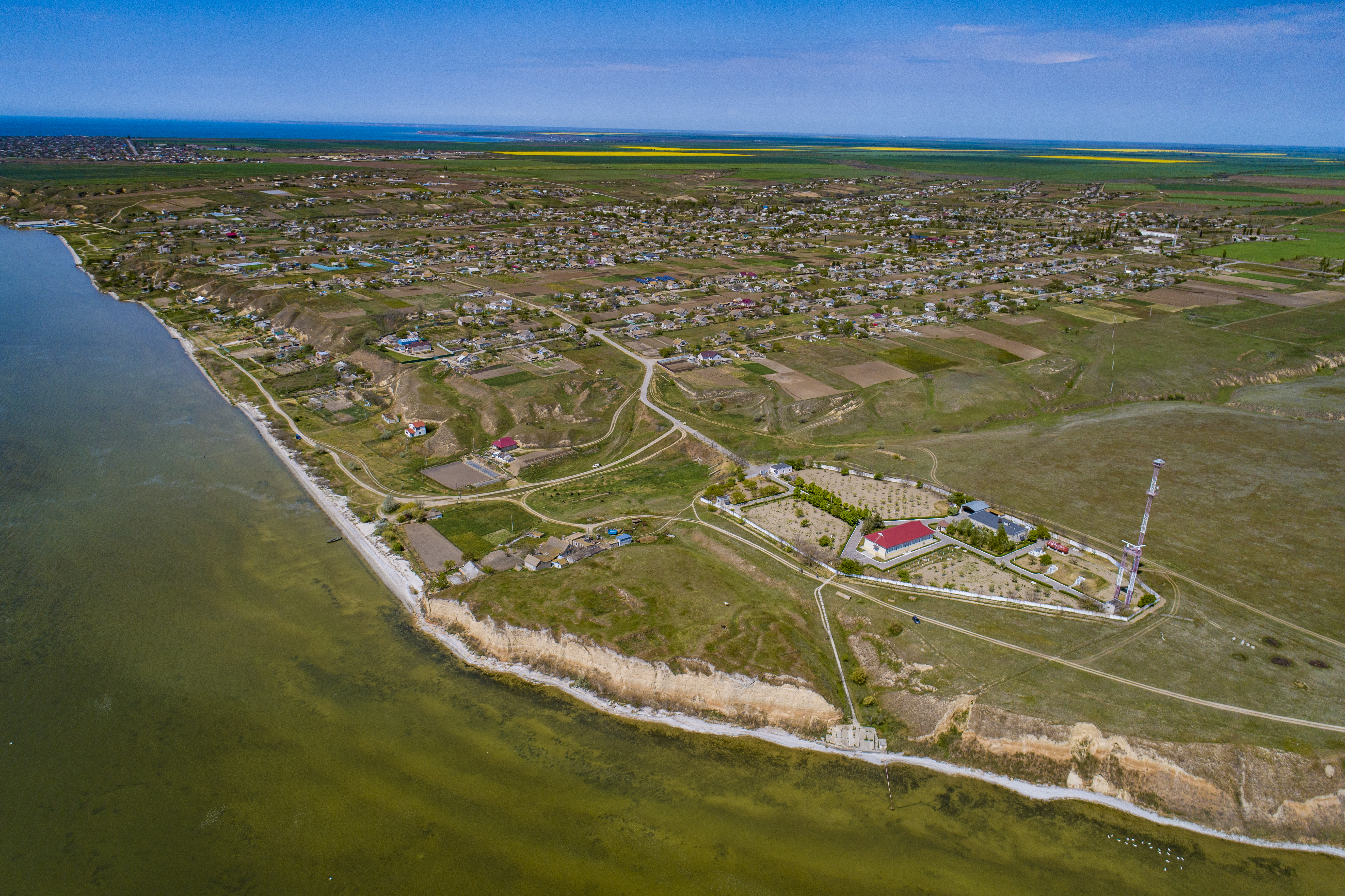
Городище Золотий Мис біля Широкої Балки з висоти

## Розташування
Городище кінця I століття до нашої ери — третьої чверті III століття нашої ери розташоване біля
села Широка Балка Білозерського району Херсонської області, на південно-східній околиці села. Площа укріпленої частини городища — близько 1 гектара.
Виявлені залишки оборонних споруд, наземних будівель, напівземлянок, зернових та господарчих ям. Серед знахідок — різноманітні знаряддя праці, цілі та фрагментовані посудини (серед них — фігурні), монети, теракота тощо.

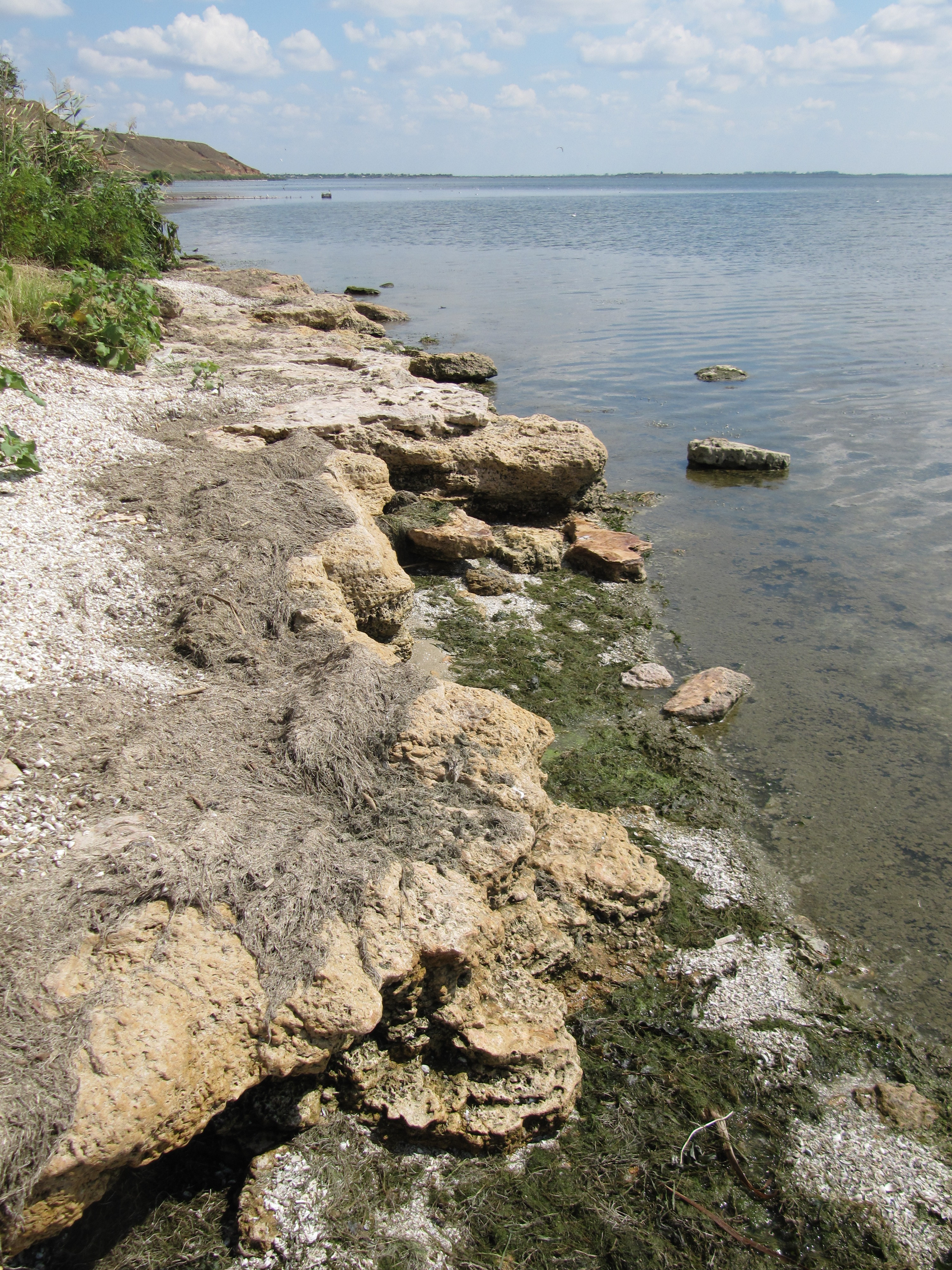
Біля підніжжя Золотого Рогу.

Дані археологічних розкопок дозволили реконструювати картину життя поселенців «Золотого Мису». Невелике містечко, обнесене валом із фортечним муром і ровом, знаходилось на високому важкодоступному мисі. Зі сторони поля був в'їзд, а перед ним — велике зерносховище. Зернові ями розташовувалися правильними рядами, вздовж фортечного муру на городищі йшли вимощені майданчики. Далі починалися кам'яні будівлі. Планування будинків було типово грецьке. В одному із двориків були знайдені дві кам'яні зернотертки, а поряд — фрагменти ліпних кухлів і кістки риб. Вулиці були вимощені черепками. Потужність культурного шару на площі городища складає 1,2—2,0 метри.
Координати — 46.57791, 32.21034

## Історія досліджень

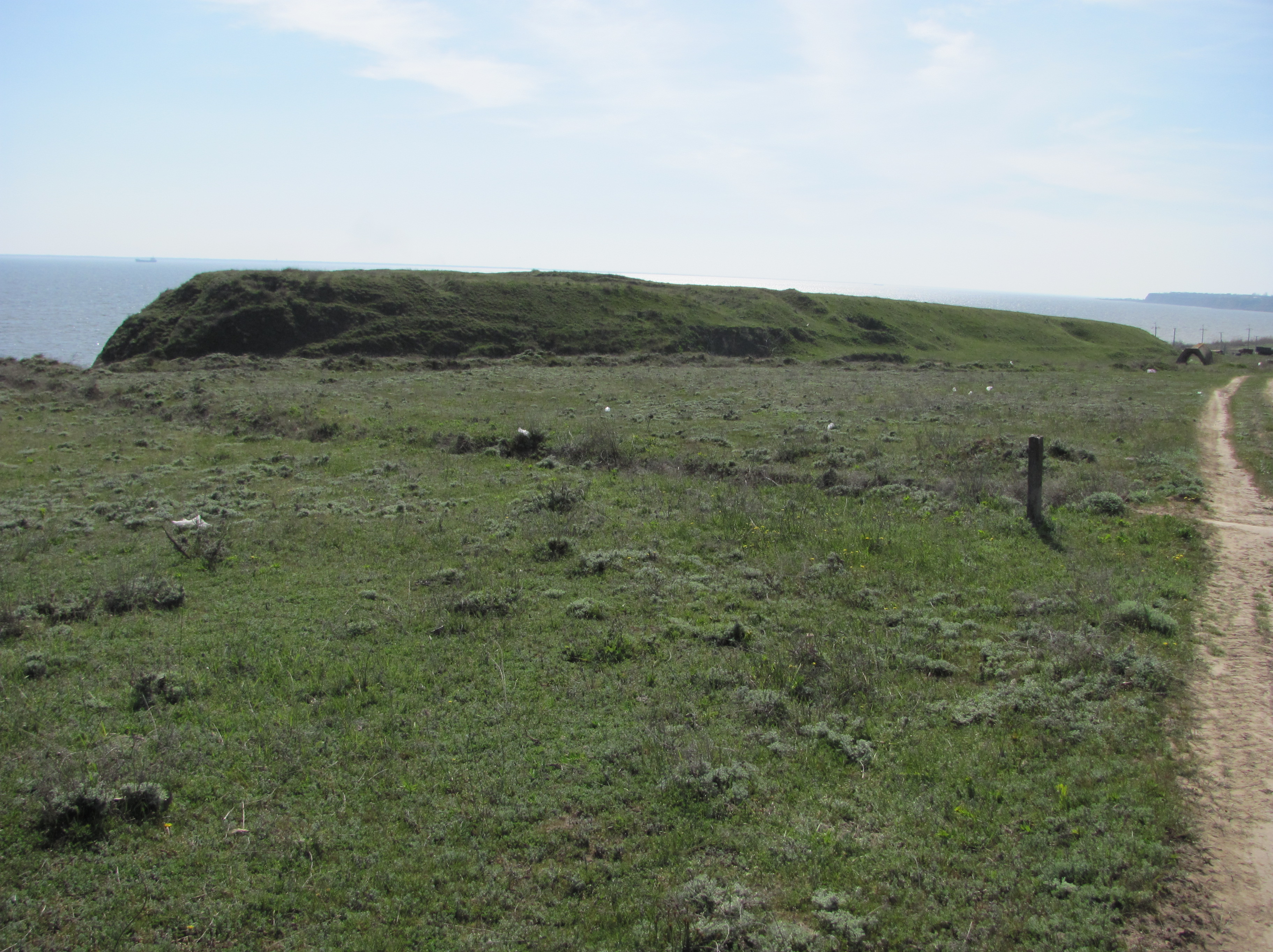
Городище Золотий Мис (сучасний вигляд)

Відкрите в 1848 р. Олексієм Уваровим. В період до 1917 р. обстежувалося Олександром Чирковим, Володимиром Ястребовим, Георгієм Скадовським, Віктором Гошкевичем.
В 1946 р. розвідку на Золотому Мисі та інших пам'ятках проводив співробітник Херсонського краєзнавчого музею Микола Дмитренко. В серпні-вересні 1947 р. досліджувався Іриною Фабриціус. Було проведено розчистку траншей воєнного часу та дослідження господарчих ям. Знайдені предмети римського періоду Фабриціус передала до Херсонського краєзнавчого музею. Зберігся польовий щоденних цих робіт з докладним описом проведеного сезону.
Городище досліджувалося Ольвійською експедицією в 1948 р. та периферійним загоном Ольвійської експедиції Інституту археології АН УРСР в 1976-1977 рр.
Досліджувалося експедицією Інституту археології АН УРСР на чолі з Віталієм Зубарем та Надією Гаврилюк в 1980 р..
Досліджувалося Сергієм Буйських на чолі Північно-Причорноморської експедиції Інституту археології АН УРСР у 1990 р. та 1992 р., ним же було зроблено графічну реконструкцію укріпленої частини «Золотого Мису».

## Некрополь
Некрополь Золотого Мису (відомий також як Широкобалківський могильник) відносять до I століття до н. е. — третьої чверті III століття нашої ери. Розташований за 0,3 км на північний захід від городища. Умовна площа могильника близько 1 гектара.
Некрополь відкритий в 1950 р. археологічним загоном Херсонського музею у складі Буго-Дніпровської експедиції Інституту археології АН УРСР на чолі з херсонським археологом Ізраїлем Ратнером. Були дослідженні залишки поховання I століття — II століття нашої ери. В 1958 р. одне поховання виявив на території своєї садиби мешканець села Широка Балка Георгій Філіпов. До поховань некрополя відносяться античні предмети, зібрані під час земляних робіт селянином Андрієм Грекалом в 1966 р. В 1980 р. експедицією Інституту археології АН УРСР на території, прилеглої до городища, виявлені два поховання III століття нашої ери.
Серед речових знахідок — фігурні та червонолакові посудини, посудини з скла, металеві браслет та фібули, скляні прикраси та інші матеріали.

## Археологічні колекції
Археологічними експедиціями й розвідками, а також селянами Широкої Балки на городищі знайдено багато матеріалів, що зберігаються переважно в археологічних фондах Херсонського обласного краєзнавчого музею.
Важливими для археологічної науки вважаються предмети римського періоду, що в 1950 р. були знайдені музейними археологами при першому дослідженні ґрунтового могильника городища Золотий Мис, а також предмети, знайдені місцевим мешканцем Філіповим на цій же території в 1958 р. та передані ним до музею. Це фігурні посудини, бронзові та скляні прикраси, скляні посудини. Ці предмети неодноразово публікувалися дослідниками-археологами.
З 1980 р. до Херсонського краєзнавчого музею надійшли предмети, знайдені під час розкопок городища Золотий Мис, загалом 2 741 одиниць. Це знаряддя праці, виготовлені з глини, металів, каменю, кістки (глиняні грузила та пряслиця, залізні цвяхи та ножі, намотки з фрагментів амфор та кістки, мармурове пряслице та багато інших). У значному обсязі представлені фрагменти черепиць, різноманітні форми гончарних та ліпних посудин римського періоду; серед них — керамічна тара, посудини кухонного, столового та іншого призначення, світильники, металеві та скляні прикраси. Виділяються клейма, діпінті, графіті та малюнки на амфорах, ольвійські монети. Серед культових речей — астрагали, теракотове зображення Ерота на голубі та ін. Знайдено чимало цікавих та рідкісних предметів, що в подальшому привертали увагу дослідників.
В 1980 р. експедицією Інституту археології АН УРСР, якою керували Віталій Зубар та Надія Гаврилюк, були здійснені масштабні дослідження території, прилеглої до городища Золотий Мис. Були розкопані господарчі ями, поховання. Колекція античних речей з цих розкопок також надійшла до Херсонського музею. Вона складається зі 112 предметів, серед яких — фрагмент черепиці, гончарні та ліпні посудини. Важливими знахідками визнано велику червоноглиняну амфору перших століть нашої ери, фігурна посудина у вигляді барана на високій прямокутній підставці. Серед знахідок — предмети з унікального поховання у господарській ямі: срібна фібула, гребінь, виготовлений з кістки, та інші.
Поповненню археологічних матеріалів з Золотого Мису сприяв співробітник Інституту археології НАН України Сергій Буйських, експедиція якого знайшла на городищі фрагменти амфор римського часу, в тому числі з графіто, ліпних посудин; гончарні посудини столового призначення (глеки, кубки, чашки, миски); верхню частину гранітного ручного млина, глиняні пряслиця та пробка, намистина з синього скла, підвіска з середземноморської мушлі.
Поповнили колекцію знахідок Золотого Мису надходження від мешканця села Широка Балка Андрія Грекала. Це гривна, фібула, браслет, червонолакові посудини та інші предмети, знайдені під час земляних робіт біля городища Золотий Мис в 1966 р.